# Instituto de Meteorología (Cuba)
El Instituto de Meteorología (INSMET) es la institución encargada de dirigir la actividad meteorológica de Cuba. Forma parte de la Agencia de Medio Ambiente, que a su vez depende del Ministerio de Ciencia, Tecnología y Medio Ambiente. Su misión principal es suministrar información meteorológica y climática autorizada, confiable y oportuna sobre el estado y comportamiento futuro de la atmósfera, con el objetivo de velar por la seguridad de la vida humana y a reducir las pérdidas de bienes materiales ante desastres naturales de origen meteorológico, contribuyendo directamente al bienestar de la comunidad y al desarrollo sostenible. Para cumplir su misión, el Instituto de Meteorología opera el Servicio Meteorológico como Sistema Nacional y lleva a cabo un amplio plan de investigaciones para perfeccionar el propio servicio y contribuir al desarrollo de los conocimientos científicos de la meteorología.
Cuba, como país, es miembro desde el 4 de marzo de 1952 de la Región IV de la Organización Meteorológica Mundial, correspondiente al área de América del Norte, América Central y Mar Caribe. Y esta institución es su representante.
La estructura de la institución está constituida por la sede central donde radica la dirección general, junto a nueve centros especializados de investigación y servicios, 14 centros meteorológicos provinciales, incluyendo al municipio especial Isla de la Juventud y una red de 69 estaciones meteorológicas a lo largo del país.
Esta institución publica la Revista Cubana de Meteorología. Esta comenzó a publicarse en  el año 1956 por la Asociación Cubana de Afiliados a la Meteorología y continuó en el año 1988 por el Instituto de Meteorología de Cuba. Este es el espacio en Cuba, que ofrece la posibilidad de comunicar, divulgar y difundir de manera semestral, los avances alcanzados por las ciencias meteorológicas y disciplinas afines.